# Seznam videoher Simpsonových
Simpsonovské videohry jsou oficiální videohry, které používají postavy z animovaného televizního seriálu Simpsonovi. Popularita Simpsonových motivovala videoherní průmysl, aby využil postavy a prostředí Springfieldu. Zatímco odezva odborné kritiky a veřejnosti byla smíšená, někteří vydavatelé simpsonovskými hrami dosáhli komerního úspěchu, zejména Konami s počítačovou hrou The Simpsons a Acclaim Entertainment s The Simpsons: Bart vs. Space Mutants. 
Simpsonovské videohry zasáhly do mnoha videoherních žánrů a systémů, včetně The Simpsons Hit & Run, The Simpsons Road Rage, The Simpsons Skateboarding, The Simpsons: Virtual Springfield, The Simpsons: Bart vs. The Juggernauts a Krusty's Super Fun House. Poslední generace se setkala s větší oblibou široké veřejnosti, počínaje The Simpsons Road Rage, která je založena na Crazy Taxi. Vznikly i dvě simpsonovské pinballové hry – první vyšla už krátce po odvysílání první řady seriálu. 
Společnost Vivendi Universal Games, vydavatel pozdějších simpsonovských her, oznámila krátce po vydání The Simpsons Hit & Run, že hodlá ve své publikační práci pokračovat. Od té doby však nepřišly žádné další zprávy o vývoji dalších her. Ke zrušení jejích plánů nepochybně došlo, když společnost Electronic Arts (EA) oznámila v listopadu 2005, že hodlá koupit exkluzivní licenční práva k vydávání budoucích titulů simpsonovských her, včetně případného vztahu k tehdy připravovanému celovečernímu snímku Simpsonovi ve filmu. 
V květnu 2007 společnost EA oznámila vydání nového titulu, The Simpsons Game, který byl licencován pro herní konzoly včetně Wii, Xbox 360, Nintendo DS, PlayStation 2, PlayStation Portable a PlayStation 3. V květnu 2007 rovněž společnost Microsoft oznámila vydání limitované edice The Simpsons pro Xbox 360. Podle The Simpsons Channel Microsoft distribuoval pouze 100 propagačních kusů.

## Videohry
- Bart Simpson's Cupcake Crisis – vydáno v roce 1991
- The Simpsons: The Arcade Game – vydáno v roce 1991
- The Simpsons: Bart vs. the Space Mutants – vydáno v roce 1991
- Bart Simpson's Escape from Camp Deadly – vydáno v roce 1991
- Bart vs. the World – vydáno v roce 1991
- Bart's House of Weirdness – vydáno v roce 1991
- The Simpsons: Bart vs. The Juggernauts – vydáno v roce 1992
- Krusty's Fun House – vydáno v roce 1992
- Bartman Meets Radioactive Man – vydáno v roce 1992
- Bart's Nightmare – vydáno v roce 1992
- The Simpsons: Bart & the Beanstalk – vydáno v roce 1993
- Itchy & Scratchy in Miniature Golf Madness – vydáno v roce 1993
- Virtual Bart – vydáno v roce 1994
- The Itchy and Scratchy Game – vydáno v roce 1995
- Cartoon Studio – vydáno v roce 1996
- The Simpsons: Virtual Springfield – vydáno v roce 1997
- The Simpsons Bowling – vydáno v roce 2000
- The Simpsons: Night of the Living Treehouse of Horror – vydáno v roce 2001
- The Simpsons Wrestling – vydáno v roce 2001
- The Simpsons Road Rage – vydáno v roce 2001
- The Simpsons Skateboarding – vydáno v roce 2002
- The Simpsons Hit & Run – vydáno v roce 2003
- The Simpsons Game – vydáno v roce 2007
- The Simpsons: Minutes to Meltdown – vydáno v roce 2007
- The Simpsons: Itchy and Scratchy Land – vydáno v roce 2009
- The Simpsons Arcade – vydáno v roce 2009
- The Simpsons: Tapped Out – vydáno v roce 2013
- Lego Dimensions – vydáno v roce 2015